# Siedlawy
Siedlawy – część wsi Galów w Polsce, położona w województwie świętokrzyskim, w powiecie buskim, w gminie Busko-Zdrój.
W latach 1975–1998 Siedlawy administracyjnie należały do województwa kieleckiego.